# Lidianópolis

Lidianópolis este un oraș în Paraná (PR), Brazilia.